# José Carlos (football, 1941)
Pour les articles homonymes, voir José Carlos.
José Carlos, de son nom complet, José Carlos da Silva José est un footballeur portugais né le 22 septembre 1941 à Vila Franca de Xira et mort le 26 avril 2025. Il joue au poste de défenseur central, de 1960 à 1975, et devient ensuite entraîneur jusqu’en 2005.

## Biographie

### En tant que joueur
Grand joueur du Sporting Portugal, il passe 13 saisons dans ce club de 1962 à 1974. Il y remporte 3 championnats et 4 coupes. Il gagne la Coupe d'Europe des vainqueurs de coupe 1963-1964.
International, il possède 36 sélections en équipe du Portugal de 1961 à 1971. Il fait partie du groupe portugais qui se classe troisième de la Coupe du monde 1966.

## Carrière

### En tant que joueur
- 1960-1962 :  GD CUF
- 1962-1974 :  Sporting Portugal
- 1974-1975 :  Sporting Braga

### En tant qu'entraîneur
- 1975-1976 :  Sporting Braga
- 1978-1979 :  Boavista FC
- 1980-1981 :  Varzim SC
- 1981-1982 :  GD Chaves
- 1983-1984 :  Recreio Águeda
- 1988-1989 :  USC Paredes
- 1990-1992 :  AD Valpaços
- 1993-1994 :  União Lanheses
- 1994-1996 :  FC Penafiel
- 1999-2001 :  Os Sandinenses
- 2004-2005 :  SC Lourinhanense

## Palmarès

### En club
Avec le Sporting Portugal :
- Vainqueur de la Coupe des coupes en 1964
- Champion du Portugal en 1966, 1970 et 1974
- Vainqueur de la Coupe du Portugal en 1963, 1971, 1973 et 1974

### En sélection
- Troisième de la Coupe du monde en 1966